# Boggis
Boggis de Aquitania (626-670 o 688), Duque de Aquitania y de Gascuña.

## Orígenes
Según la Charte d'Alaon era hijo de Cariberto II y hermano de Childerico de Aquitania y de Bertrando, quien comparte con él el gobierno del condado. Otra versión lo indica como hijo de Ansberto de Aquitania y de Blitilde (hija de Clotario III, pero no tiene tanta fuerza como la primera teoría.

## Biografía
Al morir Childerico el año 632, el rey de los francos, Dagoberto I, intenta apoderarse del reino de Aquitania que incluía además la Gascuña, pero los nobles se rebelan y escogen a Boggis como su líder, resistiendo a los ataques del rey. Finalmente Dagoberto aceptó a Boggis pero solo como duque y como su vasallo.
Al parecer, su hermano Bertrando era padre de San Huberto y también obispo de Lieja desde el 706 hasta 727. Se piensa que estuvo asociado al gobierno por un corto tiempo.
Boggis falleció el año 670 o 688, no existe seguridad en cuál de los dos años, dejando su título a Félix de Aquitania.

## Descendencia
Boggis se casó con Oda y tuvieron dos hijos:
- Odón (?-735), Duque de Aquitania
- Imitarius.